# Шкляр Василь Прокопович
Шкляр Василь Прокопович (25 лютого 1887, с. Синявка Сосницького повіту Чернігівської губернії (тепер Менського району Чернігівської області — 1950, м.Комарно Городоцького району Львівської області) — член Української Центральної Ради, старшина Армії УНР, інженер-економіст.

## Життєпис
Походив із селянської сім'ї. Закінчив Синявську земську однокласну школу, Київську школу десятників дорожнього і будівельного діла (1912), 4 семестри архітектурного відділу Перших Петроградських політехнічних курсів, 2 семестри Київських середніх курсів будівничих і дорожніх техніків, один курс Українського державного університету (Кам'янець-Подільський, листопад 1919 — листопад 1920).
У російській армії від 2 лютого 1915 року до 1 травня 1917 року. Пройшов шлях від солдата до старшини. Делегат Другого й Третього всеукраїнських з'їздів військових.
Командир 5-ї сотні 243-го запасного пішого полку, голова Української ради 243-го запасного пішого полку — травень 1917 року.
Член Центральної Ради — від 14 липня 1917 року, вдруге від жовтня 1917 року.
Директор повітового союзу кооперативів, старшина Армії УНР.
Організатор Київських середніх курсів будівничих і дорожніх техніків. Учасник антигетьманського повстання. Працював у Міністерстві внутрішніх справ УНР.
Інтернований у таборах у Польщі та Чехословаччини (25.11.1920 — 25.1.1922). Закінчив Українську господарську академію у м. Подєбради.
Написав мемуари «Суд» (1922).
Після закінчення Другої світової війни сім'я була депортована до УРСР — у м. Комарне, де мешкала тітка дружини.
Помер у 1950 році.